# Tămaia
Tămaia – wieś w Rumunii, w okręgu Marmarosz, w gminie Fărcașa. W 2011 roku liczyła 8 mieszkańców.